# Emil Ciocoiu
Emil Ciocoiu (13. září 1948 – 1. srpna 2020) byl rumunský malíř a fotograf.

## Životopis
Po studiu na Tudor Vladimirescu National College v Târgu Jiu, Ciocoiu studoval na Akademii výtvarných umění Nicolae Grigorescu v Bukurešti v letech 1968 až 1974. V roce 1972 získal v Lucemburku cenu Musée 2000 a město Bukurešť mu v roce 1975 udělilo stipendium Theodora Amana . V roce 1976 vstoupil do Unie rumunských umělců.
V roce 1980, pod vládou Nicolae Ceauşescu, opustil Ciocoiu Rumunsko a hledal větší svobodu ke své tvorbě. V rozhovoru prohlásil: „Opustil jsem Rumunsko, protože mi chyběla svoboda pohybu a výzkumu. Komplex umělec nemůže žít, aniž by viděl Sixtinskou kapli, nebo Louvre“. Usadil se v Cáchách v Německu, kde pracoval ve svém vlastním studiu.
Od roku 1994 do roku 2000 byla jeho díla vystavena na výstavě Salon des indépendants v Paříži . V roce 1997 uspořádal Evropský parlament výstavu jeho obrazů. V roce 2002 byla jeho díla vystavena v Monaku . V roce 2001 byl předmětem komunistického dokumentu o exulantech ze země během komunistické vlády s názvem Mémoire de l'exil roumain .
V roce 2008 se v Rumunsku konala putovní výstava Ciocoiuových děl s názvem Pictor printre stele . Jeho obrazy byly vystaveny v Craiově, Bukurešti a Uměleckém muzeu v Cluj-Napoca. Některé z jeho obrazů jsou v současné době uchovávány v historickém muzeu v Ialomiji.

## Díla
- La ville (1973)
- Fishermen at Gura Portitei (1975)
- Hiver (1975)
- Peisaj din Babadag (1975)
- Nature morte avec un pot jaune (1976)
- Nature statique (1979)
- Winterlandschaft in Strassburg (1979)
- Bleu infini (1983)
- Christianisme (1990)
- Judaïsme (1990)
- Islamisme (1990)
- Bouddhisme (1990)
- Camino in blu (1991)
- Canzone d'invierno (1991)
- Rue à New York (1993)
- Chanson de l’eau (1992–1994)
- Gente cosmo (1996)
- Romanico (1996)
- Énergie (1999)
- Colonne de feu (2002)
- Inizio (2002)
- Constellation de l'amour (2002)
- Rapsodie cosmique (2005)
- Duomo (2006)
- Éternité (2007)
- Rue de Rome (2007)
- Baltique by night (2007)
- Nesfarsit in rosu
- Buna dimineata Manhattan

## Ceny a ocenění
- Lucemburská cena Musée 2000 (1972)
- Stipendium Theodora Amana (1975)